# Ковачевич, Александар (футболист)
Алекса́ндар Кова́чевич (серб. Александар Ковачевић; 9 января 1992, Белград, Союзная Республика Югославия) — сербский футболист, полузащитник клуба «Лехия» из Гданьска.

## Клубная карьера
Александар является воспитанником «Црвены Звезды».
За основную команду полузащитник дебютировал 30 мая 2009 в матче против клуба «Напредак».
Летом 2009 года Ковачевич был отдан в аренду сроком на 1,5 года в «Сопот». Возвратившись из аренды, где он принял участие в 67 матчах и забил 5 мячей, Александар перешёл в «Спартак Златибор Вода». Первый матч в новой команде пришёлся на встречу с «Црвеной Звездой». Во втором круге сезона 2011/12 Александар регулярно выходил на поле в стартовом составе и провёл 12 матчей. В сезоне 2012/13 Ковачевич отыграл 28 из 30 встреч своей команды в чемпионате.
В летнее трансферное окно 2013 года полузащитник возвратился в «Црвену Звезду» и, проведя 22 встречи, помог ей после семилетнего перерыва вновь стать чемпионами страны. 18 июля 2013 года дебютировал в еврокубках в матче квалификационного раунда Лиги Европы.

## Карьера в сборной
Ковачевич выступает за молодёжную сборную Сербии.

## Достижения
Црвена Звезда
- Чемпион Сербии (1): 2013/14